# Thor cordelli
Thor cordelli is een garnalensoort uit de familie van de Hippolytidae. De wetenschappelijke naam van de soort is voor het eerst geldig gepubliceerd in 1996 door Wicksten.